# Jan Drees

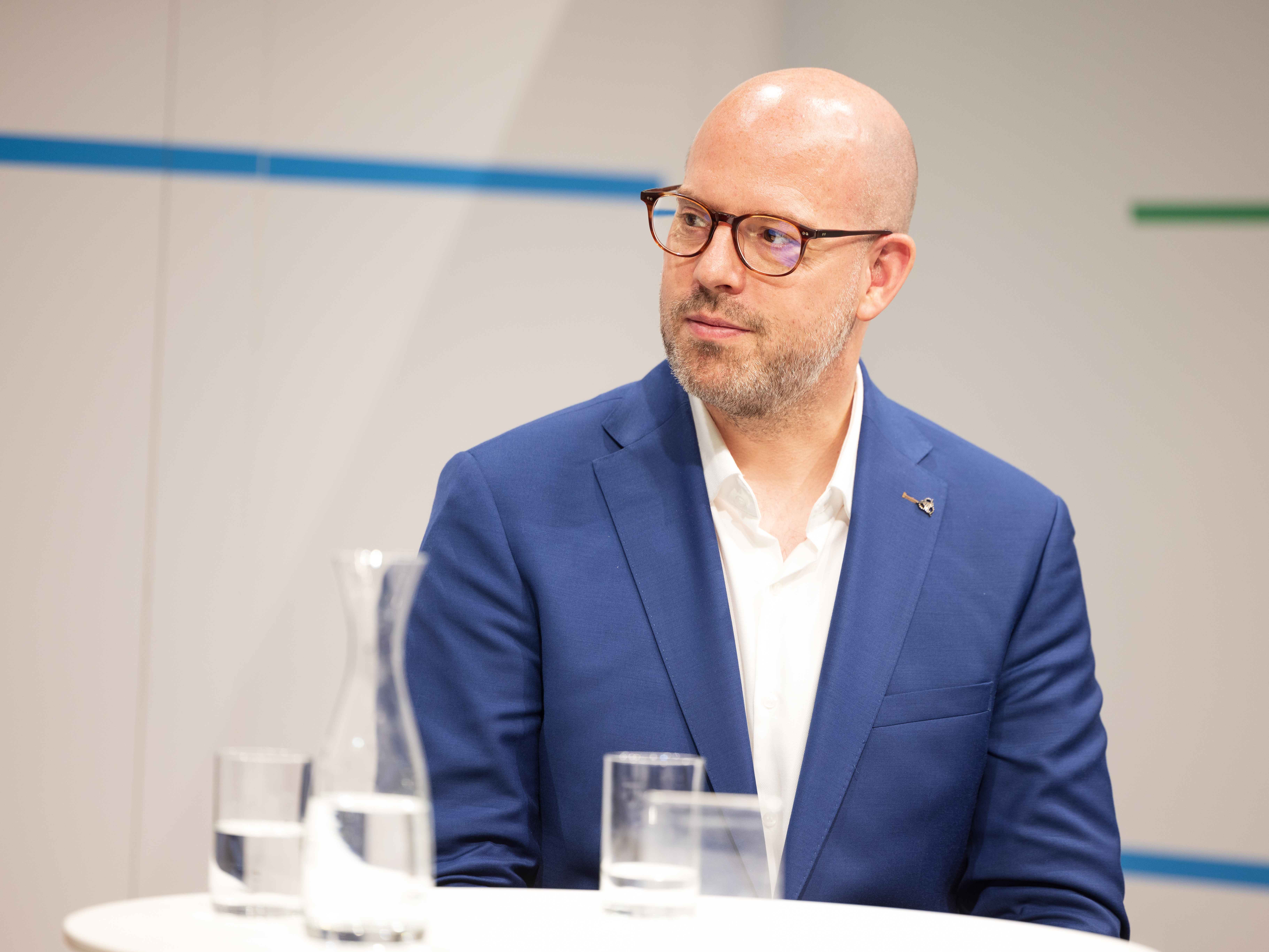
Jan Drees, 2023

Jan Drees (* 9. Mai 1979 in Haan) ist ein deutscher Schriftsteller, Journalist, Radiomoderator und ehemaliger Leichtathlet. Seit Juli 2016 ist er Literaturredakteur beim Deutschlandfunk.

## Leben und Wirken
Bis 2003 startete Drees als 800-Meter-Läufer für den TSV Bayer 04 Leverkusen. Er war Junioren-Europacupsieger 1996 in Ljubljana und gewann zwischen 1996 und 1999 acht Medaillen bei Deutschen Meisterschaften. 1997 belegte er den ersten Platz beim U18-Länderkampf in Frankfurt (Oder), 1998 gewann er bei den Deutschen Jugendhallenmeisterschaften in Chemnitz über 800 Meter die Goldmedaille.
Nach einem Volontariat bei der deutschen Niederlassung der Werbeagentur BBDO studierte Drees – ohne Abitur, dafür mithilfe eines sogenannten Begabtenzugangs – in Düsseldorf und Wuppertal neuere deutsche Literatur, Mediävistik, Philosophie und Kommunikationswissenschaft. Danach arbeitete er unter anderem für den Deutschlandfunk, die Frankfurter Allgemeine Zeitung, 1 Live, Rolling Stone und Bayern 2.
2000 erschien sein Roman Staring at the Sun im Diana Verlag. 2007 erschien eine überarbeitete, als Remix bezeichnete Version des Buchs im Eichborn-Verlag. Drees’ zweiter Roman, Letzte Tage, jetzt, wurde 2006 veröffentlicht und als Hörbuch von Mirjam Weichselbraun eingelesen. 2010 erschien seine Magisterarbeit Rainald Goetz: Irre als System über Goetz’ Auftritt beim Bachmannpreis in Klagenfurt 1983. 2011 erschien bei Eichborn das illustrierte Sachbuch Kassettendeck: Soundtrack einer Generation von Drees und Christian Vorbau. Interviewpartner waren u. a. Benjamin von Stuckrad-Barre, Westbam, Smudo, Hans Nieswandt, Alexa Hennig von Lange und Peter Glaser. Teil von Kassettendeck ist ein 70-seitiger Kurzroman. 2013 erschien seine Erzählung Teneriffa im Sukultur-Verlag und die Studie Twitteratur – Digitale Kürzestschreibweisen in Zusammenarbeit mit Sandra Annika Meyer bei Frohmann. 2015 erschien die Erzählung Lanzarote, ebenfalls bei Sukultur und Klagenfurt bei Literatur Quickies und 2019 der Roman Sandbergs Liebe im Secession Verlag für Literatur. Die Geschichte über einen emotionalen Missbrauch in einer Liebesbeziehung, über narzisstische Gewalt und Gaslighting wurde beim NDR als Buch des Monats ausgewählt. Melanie Mühl bezeichnete den Roman in der FAZ als „literarische Übersetzung des 1998 in Frankreich erschienenen Buchs Masken der Niedertracht der Psychoanalytikerin Marie-France Hirigoyen.“
Seit April 2016 ist Drees einer der Moderatoren der Literatursendungen Büchermarkt und Lesezeit im Deutschlandfunk. Im Juli desselben Jahres folgte er Denis Scheck als Literaturredakteur nach. Seit 2018 ist er in der Jury der monatlichen Deutschlandfunk-Auswahlliste „Die besten 7“ für Kinder- und Jugendliteratur, seit 2019 Teil des Literaturkritik-Teams der 3sat-Sendung „Kulturzeit“, von 2025 bis 2027 Jurymitglied von „Litrix“ des Goethe Instituts und seit 2022 Jurymitglied beim Hermann-Hesse-Literaturpreis in Karlsruhe. Er ist Mitgründer des PEN Berlin. Drees hat einen Sohn.

## Werke
- Staring at the sun. Roman. Salt and Pepper, Frankfurt 2000, ISBN 978-3-927926-33-2
- Letzte Tage, jetzt. Roman. Eichborn Verlag, Frankfurt 2006, ISBN 978-3-8218-5777-0
- Staring at the sun / Remix. Roman. Eichborn Verlag, Frankfurt 2007, ISBN 978-3-8218-5824-1
- Rainald Goetz – Irre als System. Sachbuch. Arco Verlag, Wuppertal 2010, ISBN 978-3-938375-30-3
- (mit Christian Vorbau) Kassettendeck: Soundtrack einer Generation. Sachbuch. Eichborn Verlag, Frankfurt, 2011, ISBN 978-3-8218-6614-7
- Teneriffa. Erzählung. SuKulTur Verlag, Berlin 2013, ISBN 978-3-95566-003-1
- Twitteratur. Sachbuch. Frohmann Verlag, Berlin 2013, ISBN 978-3-944195-22-3 (E-Book)
- Lanzarote. Erzählung. SuKulTur Verlag, Berlin 2015, ISBN 978-3-95566-050-5
- Klagenfurt. Erzählung. Literatur Quickies, Hamburg 2015, ISBN 978-3-945453-10-0
- Sandbergs Liebe. Roman. Secession, Zürich 2019, ISBN 978-3-906910-49-9
- Fesselspiele. Erzählung. Literatur Quickies, Hamburg 2019, ISBN 978-3-945453-60-5
- Literatur der Krise: Das Novellen-Werk von Hartmut Lange. Sachbuch. Arco Verlag, Wuppertal 2022, ISBN 978-3-96587-032-1[8]